# Wulf Gatter

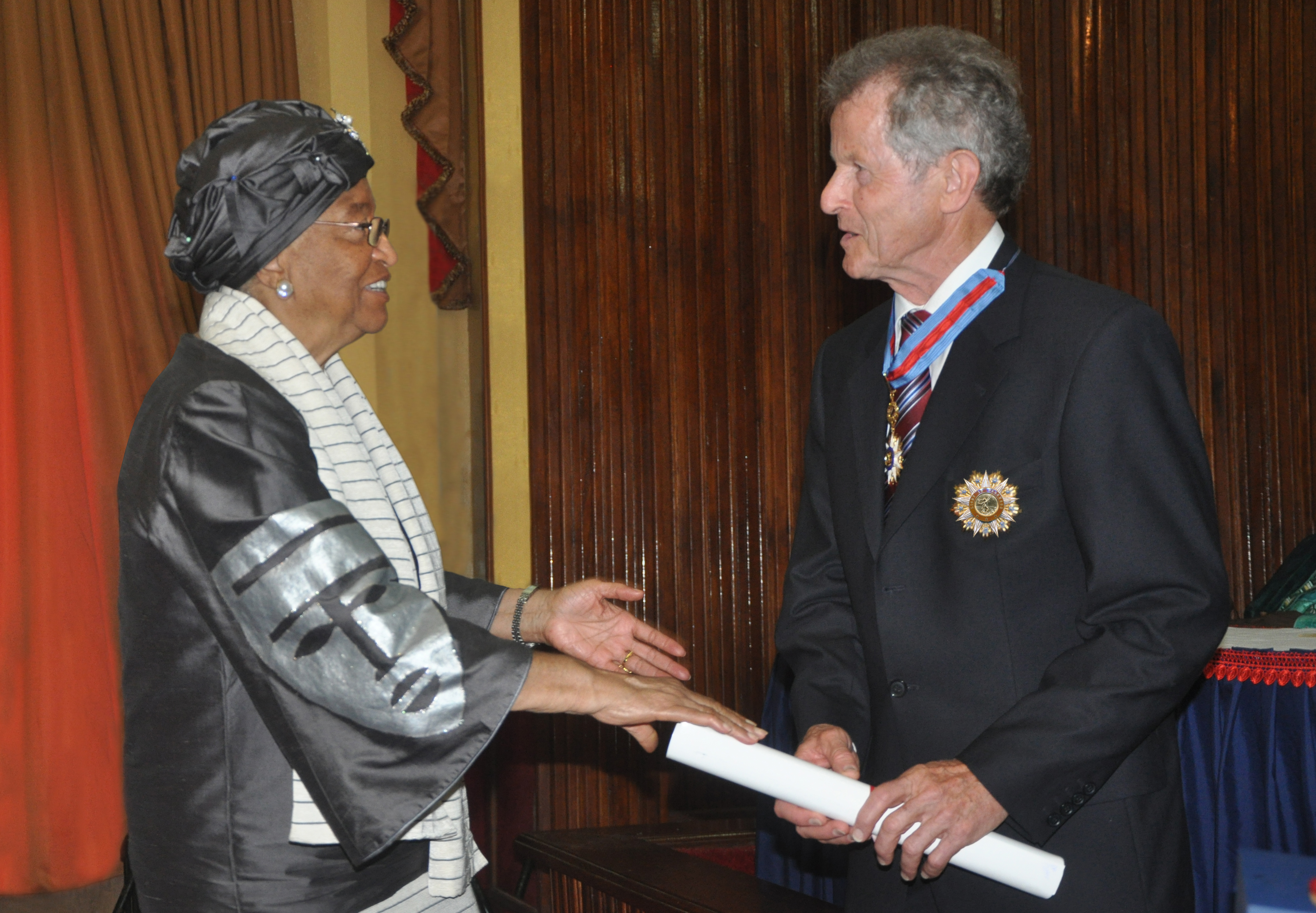
Wulf Gatter, Leiter der Forschungsstation Randecker Maar, wird von der liberianischen Staatspräsidentin Ellen Johnson Sirleaf 2016 mit dem „Star of Africa“ Orden im Range eines „Grand Commander“ ausgezeichnet, Monrovia, Libera.

Wulf Hermann Gatter (* 1943) ist ein deutscher Förster, Ornithologe und Entomologe.

## Leben und Wirken
Gatter wurde 1943 als Sohn des sudetendeutschen Politikers und Automobilkonstrukteurs Willibald Gatter geboren. Er studierte Forstwirtschaft an der Hochschule für Forstwirtschaft Rottenburg und an der Forstlichen Versuchsanstalt in Stuttgart-Weilimdorf. Gatter ist Gründer und Leiter der Forschungsstation Randecker Maar und war von 1990 bis 2008 Leiter des ökologischen Lehrreviers der Landesforstverwaltung Baden-Württemberg (Schwäbische Alb).
Von 1981 bis 1984 arbeitete Wulf Gatter als Förster in der Entwicklungszusammenarbeit und Regenwaldforschung in Liberia, Westafrika. Zahlreiche Forschungsreisen führten ihn seit den 1980er Jahren in die westafrikanischen Regenwaldgebiete der Gola-, Lofa- und Nimba-Berge, zu den Inselbergen des Grand Gedeh County sowie in den Mangrovengürtel der liberianischen Küste. In Grand Gedeh erfolgte 1981 die Erstbeschreibung des Sperlingsvogels Fleckflügelbülbül (Phyllastrephus leucolepis), der sich allerdings aufgrund neuer genetischer Untersuchungen des einzigen Exemplars in einer biologischen Sammlung als eine Farbvariente des Zeisigbülbüls (Phyllastrephus icterinus) erwies. Er beschrieb 1988 die unbekannten Jugendkleider des Weißbrust-Perlhuhns (Agelastes meleagrides). 1993 beschrieb er die Biologie des seltenen Ballmann-Webers (Malimbus ballmanni) und veröffentlichte 1997 das Standardwerk der liberianischen Ornithologie „Birds of Liberia“.
1985 gründete er mit liberianischen Umweltaktivisten die Society for the Conservation of Nature of Liberia (SCNL), die erste Naturschutzgesellschaft des westafrikanischen Landes. 1986 folgte Gatter einem Ruf des WWF, um für den Sapo-Nationalpark, den zweitgrößten Regenwald-Nationalpark Westafrikas, ein Infrastrukturprogramm zu entwickeln. Es galt die Ressourcen dieses unbewohnten Gebietes zu erhalten und gleichzeitig den Bewohnern der Randgebiete des Parks (Bauern, Jäger) ein Überleben zu sichern. In Zusammenarbeit mit der liberianischen Forstverwaltung baute er hier die Gbabony-Creek-Forschungsstation auf.

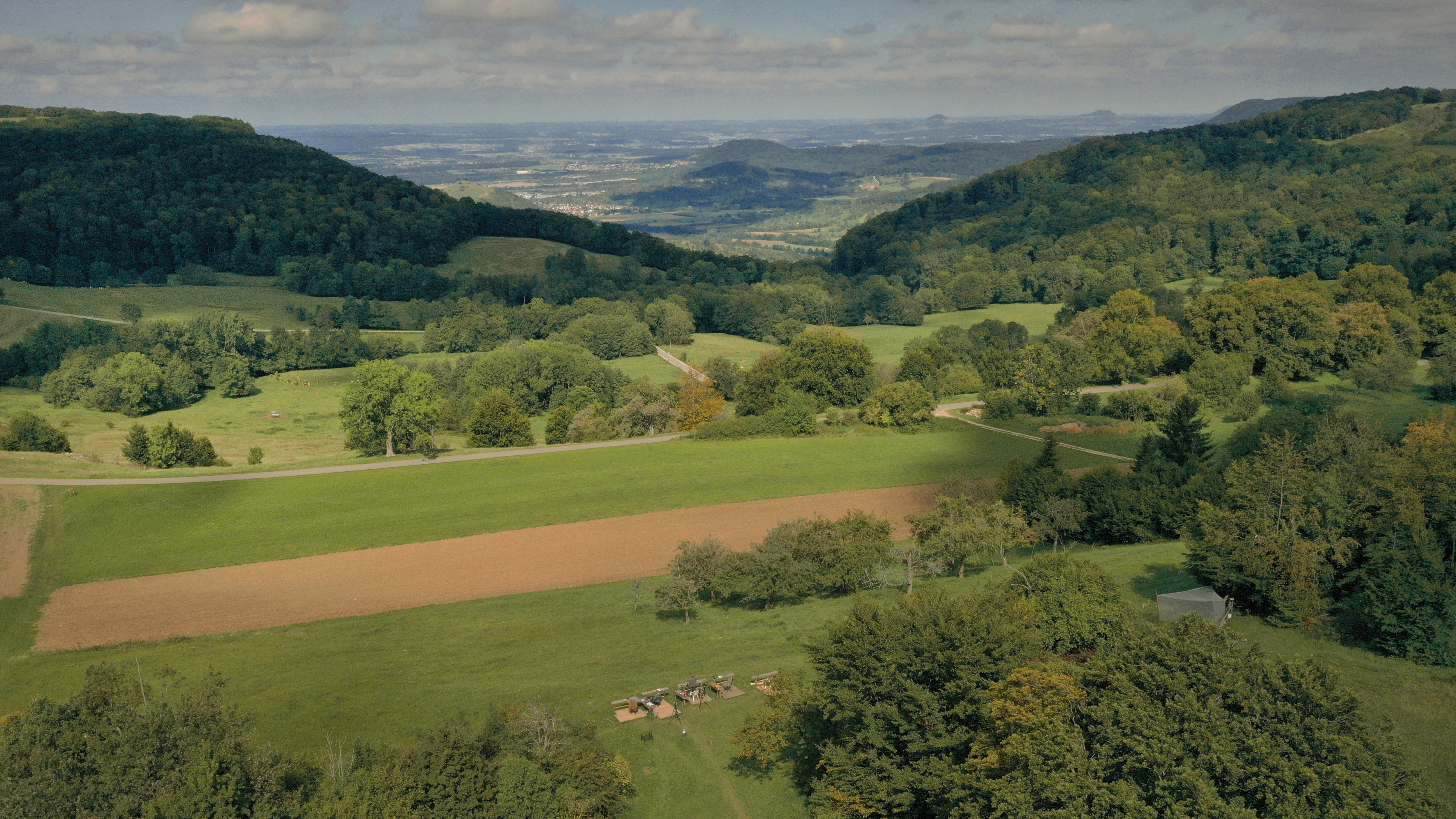
Vogelbeobachter an der Forschungsstation Randecker Maar erfassen den Vogel- und Insektenzug, der die Schwäbische Alb im Herbst nach Süden überquert. Rechts unten ist eine Reuse zum Insektenfang sichtbar.

Ebenfalls 1986 erforschte Gatter im Auftrag von BirdLife International die Überwinterung euroasiatischer Fluss- und Seevögel an dem 600 Kilometer langen Küstenstreifen Liberias, in den Lagunen, an den gezeitenbeeinflussten Flussunterläufen und den Mangrovengebieten.
In Zusammenarbeit mit der Arbeitsgruppe Afrika des Naturschutzbund Deutschland (NABU) fördert Gatter seit den 1990er Jahren die Feldforschungen und Diplomarbeiten junger Liberianer zur Ökologie des Regenwaldes und zum Vogelzug. 2003 erhielt er für seine afrikanische Forschungstätigkeit und seine Mitarbeit beim Wiederaufbau der University of Liberia nach dem Bürgerkrieg den Ehrendoktor dieser Universität. 2004 wurde er mit dem Ehrendoktor der Wilhelms-Universität Münster für seine „langjährigen und international anerkannten Forschungsarbeiten zum Vogelzug und zu den Vogelbeständen in Mitteleuropa und Afrika“ ausgezeichnet – insbesondere für sein im Jahr 2000 erschienenes und wegweisendes Werk zur Populationsdynamik europäischer Vögel („Vogelzug und Vogelbestände in Mitteleuropa: 30 Jahre Beobachtung des Tagzugs am Randecker Maar“).
Gatter war Vorsitzender der Ortsgruppe Kirchheim/Teck und Lenninger Tal des Naturschutzbund Deutschland (NABU). Seine Interessenschwerpunkte sind die Wald- und Populationsökologie, die Prädation und Konkurrenz und sich daraus ergebende Verknüpfungen sowie der Vogel- und Insektenzug – speziell auch im Hinblick auf den Klimawandel – Themen über die er zahlreiche Beiträge verfasste.
Eine Ende Oktober 2020 vorgelegte Studie über Insektensterben auf der Schwäbischen Alb erregte deutschlandweites Aufsehen.

## Ehrungen
- 1981 Preis für herausragende Leistungen im Bereich der Feldornithologie des Dachverbandes Deutscher Avifaunisten
- 1990 Walter-Schall-Preis der Gesellschaft für Naturkunde in Württemberg (zusammen mit Ulrich Schmid) über die Wanderung der Schwebfliegen (Diptera, Syrphidae) am Randecker Maar[13]
- 1999 Werner-Sunkel-Preis der Deutschen Ornithologen-Gesellschaft.[10]
- 2003 Ehrendoktor der University of Liberia.[14]
- 2003 Ehrendoktor der Wilhelms-Universität Münster.[15]
- 2016 Aufnahme in den Order of the Star of Africa im Range eines „Grand Commander“ durch die Präsidentin Liberias Ellen Johnson Sirleaf.[16][17]
- 2019 Bundesverdienstkreuz am Bande (zusammen mit Dorothea Gatter)

## Werke (Auswahl)

### Aufsätze
- Orpheusspötter Hippolais polyglotta: Liegen die Ursachen seiner Ausbreitung in Mitteleuropa oder im westafrikanischen Überwinterungsgebiet? In: Ornithologische Mitteilungen, Bd. 68 (2016), S. 235–238, ISSN 0030-5723.
- zusammen mit Hermann Mattes: Beeinflusst der Star Sturnus vulgaris über Höhlenkonkurrenz die Häufigkeit von Spechten Dendrocopos sp.?. In: Der Ornithologische Beobachter, Bd. 108 (2011), Heft 3 (September), S. 1–10, ISSN 0030-5707.
- zusammen mit Hermann Mattes: Ändert sich der Mittelspecht Dendrocopos medius oder die Umweltbedingungen? Eine Fallstudie aus Baden-Württemberg. In: Die Vogelwelt. Beiträge zur Vogelkunde, Bd. 129 (2008), S. 73–84, ISSN 0042-7993.
- Bestandsentwicklung des Gartenrotschwanzes Phoenicurus phoenicurus in Wäldern Baden-Württembergs. In: Ornithologischer Anzeiger, Bd. 46 (2007), S. 19–36, ISSN 0940-3256.
- Populationsentwicklung, Habitatwahl und Arealgrenzen des Halsbandschnäppers Ficedula albicollis unter dem Einfluss des Siebenschläfers Glis glis. In: Limicola. Zeitschrift für Feldornithologie, Bd. 21 (2007), S. 3–47, ISSN 0932-9153.
- Langzeit-Populationsdynamik und Rückgang des Feldsperlings Passer montanus in Baden-Württemberg. In: Vogelwarte. Zeitschrift für Vogelkunde, Bd. 45 (2007), S. 15–26, ISSN 0049-6650.
- Deutschlands Wälder und ihre Vogelgesellschaften im Rahmen von Gesellschaftswandel und Umwelteinflüssen. In: Die Vogelwelt, Bd. 125 (2004), S. 151–176, ISSN 0042-7993.
- zusammen mit Rainer Schütt:  Biomasse, Siedlungsdichte und Artenzahl von Vogelgesellschaften colliner und submontaner Laub- und Nadelwälder in Südwestdeutschland. In: Die Vogelwelt, Bd. 125 (2004), S. 247–254, ISSN 0042-7993.
- Kennzeichen am Tage ziehender Singvögel. In: Limicola, Bd. 16 (2002), Heft 4, S. 193–256, ISSN 0932-9153.
- zusammen mit Rainer Schütt: Langzeitdynamik beim Siebenschläfer Myoxus glis Baden-Württemberg. Ein Kleinsäuger als Gewinner der heutigen Waldwirtschaft und des gesellschaftlichen Wandels. In: Jahreshefte der Gesellschaft für Naturkunde in Württemberg, Bd. 157 (2001), S. 181–210, ISSN 0368-2307.
- zusammen mit Rainer Schütt: Langzeitentwicklung der Höhlenkonkurrenz zwischen Vögeln (Aves) und Säugetieren (Bilche, Mäuse, Muridae) in den Wäldern Baden-Württembergs. Competition for breeding holes between birds and mammals (Dormice Gliridae, Mice Muridae) in the forests of Baden-Württemberg. In: Ornithologischer Anzeiger, Bd. 38 (1999), S. 107–130, ISSN 0940-3256.
- Förderungsmöglichkeiten für den Alpenbock. In: AFZ, Der Wald, Bd. 24 (1998), S. 1305–1306, ISSN 1430-2713.
- Langzeit-Populationsdynamik des Kleibers (Sitta europaea) in Wäldern Baden-Württembergs. In: Vogelwarte, Bd. 39 (1998), S. 209–216, ISSN 0049-6650.
- Waldgeschichte, Buchenprachtkäfer und Rückgang des Berglaubsängers Phylloscopus b.bonelli. In: Die Vogelwelt, Bd. 118 (1997), S. 41–47, ISSN 0042-7993.
- 40 Jahre Populationsdynamik der Fledermäuse in Wäldern Baden-Württembergs mit vergleichenden Bemerkungen zur Entwicklung der Greifvogelbestände. In: Veröffe–ntlichungen für Naturschutz und Landschaftspflege Baden-Württembergs, Bd. 71/72 (1997), Heft 1, S. 259–265.
- Das Abflämmverbot als Rückgangsursache von Singvögeln? In: Ornithologischer Anzeiger, Bd. 35 (1996), S. 163–171, ISSN 0940-3256.
- Zum Problem regionaler Vogelgemeinschaften in Wäldern. In: Mitteilungen der Forstlichen Versuchs- und Forschungsanstalt Baden-Württemberg, Bd. 185: Ansätze für eine Regionale Biotop- und Biozönosenkunde von Baden-Württemberg, (1994), S. 141–150.
- Zur Ausbildung von Vogelgemeinschaften in Wäldern unter Einfluß von Habitatstruktur, Nahrung, Konkurrenz und Migration. In: Mitteilungen des Vereins für Forstliche Standortskunde und Forstpflanzenzüchtung, Bd. 37 (1994), S. 75–88, ISSN 0506-7049.
- zusammen mit Randy Gardner: The biology of the Gola Malimbe Malimbus ballmanni Wolters 1974. In: Bird Conservation International, Bd. 3 (1993), S. 87–103, ISSN 0959-2709.
- The status of the Black Swift (Apus barbatus) in western West Africa. In: Malimbus, Bd. 15 (1993), S. 90–91, ISSN 0331-3689.
- Explorationsverhalten, Zug und Migrationsevolution beim Fichtenkreuzschnabel Loxia curvirostra. In: Die Vogelwelt, Bd. 114 (1993), Heft 2, S. 38–55, ISSN 0042-7993.
- zusammen mit Klemens Steiof: Ermittlung von Bestandstrends durch Zugbeobachtungen. In: Die Vogelwelt, Bd. 113 (1992), S. 240–255, ISSN 0042-7993.
- Zugzeiten und Zugmuster im Herbst. Einfluß des Treibhauseffekts auf den Vogelzug?. In: Journal für Ornithologie, Bd. 133 (1992), S. 427–436, ISSN 0021-8375.
- Bewertung und Vergleichbarkeit von Medianwerten des Wegzugs am Beispiel Randecker Maar-Programm. In: Vogelwarte, Bd. 36 (1991), S. 19–34, ISSN 0049-6650.
- zusammen mit Peer Gatter: Das Migrationssystem des Windenschwärmers (Agrius convolvuli) zwischen Westafrika und dem Westen der Paläarktis. Ergebnisse und Hypothesen. In: Entomologische Zeitschrift, Bd. 100 (1990), S. 313–329, ISSN 0013-8843.
- Gedehnte Zugzeiten bei Langstreckenziehern als Anpassung an die Saharaquerung? In: Die Vogelwelt, Bd. 111 (1990), S. 166–172, ISSN 0042-7993.
- Zur vegetabilischen Ernährung des Gimpel (Pyrrhula pyrrhula) auf der Schwäbischen Alb. Food plants of the Bullfinch at the Swabian Alb. In: Die Vogelwelt, Bd. 110 (1989), S. 100–112, ISSN 0042-7993.
- zusammen mit R. Gardner und K. Penski: Abnahme ziehender Ringeltauben Columba palumbus in Süddeutschland. In: Die Vogelwelt, Bd. 111 (1990), S. 111–116, ISSN 0042-7993.
- zusammen mit Alexander Peal, Charles Steiner und Fr. Weick: The unknown immature plumages of the rare White-breasted Guinea Fowl (Agelastes meleagrides Bonaparte, 1850). In: Ökologie der Vögel, Bd. 10 (1988), S. 105–111, ISSN 0173-0711.
- The Birds of Liberia. A Preliminary Check-List with Status and Open Questions. In: Ornithologische Verhandlungen, Bd. 24 (1988), S. 689–723, ISSN 0940-3248.
- Mittwinterzählungen paläarktischer Wasservögel in Liberia. Midwintercounts of Palaearctic Waterbirds in Liberia. In: Ornithologische Verhandlungen, Bd. 24 (1988), S. 659–687, ISSN 0940-3248.
- The coastal wetlands of Liberia: Their importance for Wintering Waterbirds. In: International Council for Bird Preservery (Hrsg.): Study report, Bd. 26 (1988), S. 1–44.
- Vogelzug in Westafrika. Beobachtungen und Hypothesen zu Zugstrategien und Wanderrouten. Vogelzug in Liberia, Teil II. In: Vogelwarte, Bd. 34 (1987), S. 80–92, ISSN 0049-6650.
- Zugverhalten und Überwinterung von paläarktischen Vögeln in Liberia (Westafrika). In: Ornithologische Verhandlungen, Bd. 24 (1987), S. 479–508, ISSN 0940-3248.
- Auftreten und Wanderungen des Trauermantels (Nymphalis antiopa) im Jahre 1985. In: Bund Naturschutz Alb-Neckar. Beiträge und Mitteilungen, Bd. 12 (1986), S. 61–68, ISSN 1430-9289.
- Ein neuer Bülbül aus Westafrika (Aves, Pycnonotidae). In: Journal für Ornithologie, Bd. 126 (1985), S. 155–161, ISSN 0021-8375.
- zusammen mit Manfred Behrndt: Unterschiedliche tageszeitliche Zugmuster alter und junger Vögel am Beispiel der Rauchschwalbe (Hirundo rustica). In: Vogelwarte, Bd. 33 (1985), S. 115–120, ISSN 0049-6650.
- Nachtzug der Rohrweihe (Circus aeruginosus). In: Vogelwarte, Bd. 32 (1984), S. 309–311, ISSN 0049-6650.
- Anpassungen von Wanderinsekten an die tägliche Drehung des Windes. In: Jahreshefte der Gesellschaft für Naturkunde in Württemberg, Bd. 136 (1981), S. 191–202, ISSN 0368-2307.
- Der Schwarzspecht. Ein Zugvogel? In: Veröffentlichungen für Naturschutz und Landschaftspflege in Baden-Württemberg/Beihefte, Bd. 20 (1981), S. 75–82, ISSN 0342-6858.
- zusammen mit Hermann Mattes: Zur Populationsgröße und Ökologie des neuentdeckten Kabylenkleibers Sitta ledanti Vielliard 1976. In: Journal für Ornithologie, Bd. 120 (1979), S. 390–405, ISSN 0021-8375.
- Unterschiedliche Zuggeschwindigkeiten nahe verwandter Vogelarten. In: Journal für Ornithologie, Bd. 120 (1979), S. 221–225, ISSN 0021-8375.
- Planbeobachtungen des sichtbaren Zugs am Randecker Maar als Beispiel ornithologisch-entomologischer Forschung. In: Die Vogelwelt, Bd. 99 (1978), S. 1–21, ISSN 0042-7993.
- zusammen mit K. Penski: Der Wegzug der Ringeltaube nach Planbeobachtungen am Randecker Maar. In: Vogelwarte, Bd. 29 (1978), S. 191–220, ISSN 0049-6650.
- Verspäteter Heimzug als Regulationsmechanismus bei Invasionsvögeln. In: Ornithologische Verhandlungen, Bd. 23 (1977), S. 61–69, ISSN 0940-3248.
- Zug und Jahresperiodik nord- und mitteleuropäischer Schwarzspechte (Dryocopus martius). Mit Bemerkungen zum Zug der Gattung Picus. In: Anzeiger der Ornithologischen Gesellschaft Bayern, Bd. 16 (1977), S. 58–67, ISSN 0030-5715.
- zusammen mit Dorothea Gatter: Gleichzeitige Wetterflucht von Mauerseglern Apus apus und Sturmtauchern (Procellariidae). In: Ornithologische Verhandlungen, Bd. 23 (1977), S. 93–95, ISSN 0940-3248.
- Über den Wegzug des Gimpels (Pyrrhula pyrrhula). Geschlechterverhältnis und Einfluß von Witterungsfaktoren. Vogelwarte, Bd. 28 (1976), S. 165–170, ISSN 0049-6650.
- Feldkennzeichen ziehender Passeres. Die Vogelwelt, Bd. 97 (1976), S. 201–217, ISSN 0042-7993.
- Beobachtungen an Invasionsvögeln des Kleibers (Sitta europaea caesia) am Randecker Maar, Schwäbische Alb. Vogelwarte, Bd. 27 (1974), S. 203–209, ISSN 0049-6650.
- Analyse einer Invasion des Eichelhähers (Garrulus glandarius) 1972/73 am Randecker Maar (Schwäbische Alb). In: Vogelwarte, Bd. 27 (1974), S. 278–289, ISSN 0049-6650.
- Zugplanbeobachtungen an Spechten der Gattung Dendrocopos am Randecker Maar, Schwäbische Alb. In: Anzeiger der Ornithologischen Gesellschaft Bayern, Bd. 12 (1973), S. 122–129, ISSN 0030-5715.
- Zum Zug der Schwanzmeise (Aegithalos caudatus) nach Plambeobachtungen am Randecker Maar, Schwäbische Alb. In: Jahreshefte der Gesellschaft für Naturkunde in Württemberg, Bd. 128 (1973), S. 151–154, ISSN 0368-2307.
- Rückgang von Durchzugszahlen bei Singvögeln. In: Die Vogelwelt, Bd. 94 (1973), S. 60–64, ISSN 0042-7993.
- zusammen mit Hermann Mattes: Der Wegzug der Heckenbraunelle (Prunella modularis) am Randecker Maar, Schwäbische Alb. In: Anzeiger der Ornithologischen Gesellschaft Bayern, Bd. 12 (1973), S. 256–262, ISSN 0030-5715.
- Das Ringeln der Spechte. In: Journal für Ornithologie, Bd. 113 (1972), S. 207–213, ISSN 0021-8375.
- Herbstliche Zugplanbeobachtung an Greifvögeln (Falconiformes) am Randecker Maar, Schwäbische Alb. In: Anzeiger der Ornithologischen Gesellschaft Bayern, Bd. 11 (1972), S. 194–209, ISSN 0030-5715.
- Über das Auftreten des Zwergschnäppers (Ficedula parva) in Europa und Afrika westlich des Brutareals. In: Die Vogelwelt, Bd. 93 (1972), S. 91–98, ISSN 0042-7993.
- Der Merlin (Falco columbarius) in Baden-Württemberg. In: Anzeiger der Ornithologischen Gesellschaft Bayern, Bd. 9 (1970), S. 52–56, ISSN 0030-5715.
- Der Brachpieper (Anthus campestris) in Baden-Württemberg. In: Die Vogelwelt, Bd. 91 (1970), S. 1–11, ISSN 0042-7993.
- Die Vogelwelt der Kreise Nürtingen und Esslingen. In: Jahreshefte der Gesellschaft für Naturkunde in Württemberg, Bd. 125 (1970), S. 158–264, ISSN 0368-2307.
- Über Verbreitung, Ökologie und Siedlungsdichte des Berglaubsängers (Phylloscopus bonelli) in Baden-Württemberg. In: Jahreshefte der Gesellschaft für Naturkunde in Württemberg, Bd. 124 (1969), S. 237–250, ISSN 0368-2307.
- Der Verlauf der Tannenhäher-Invasion 1968 in Baden-Württemberg. In: Jahreshefte der Gesellschaft für Naturkunde in Württemberg, Bd. 124 (1969), S. 276–278, ISSN 0368-2307.
- zusammen mit Dorothea Gatter: Das Vorkommen der Anatiden am mittleren Neckar (Raum Plochingen). In: Veröffentlichungen der Landesstelle für Naturschutz und Landschaftspflege, Bd. 37 (1969), S. 187–208.
- Zum Durchzug des Brachpiepers in Nordwürttemberg. In: Anthus, Bd. 4 (1967), S. 101–104, ISSN 0173-4202.
- Zum Durchzug der Pieper und Stelzen am mittleren Neckar. In: Jahreshefte der Gesellschaft für Naturkunde in Württemberg, Bd. 121 (1966), S. 221–224, ISSN 0368-2307.

### Monographien
- Vogelzug und Vogelbestände in Mitteleuropa. 30 Jahre Beobachtung des Tagzugs am Randecker Maar. Aula-Verlag, Wiesbaden 2000, ISBN 3-89104-645-6. 650 Seiten.
- Birds of Liberia. University Press, New Haven 1998, ISBN 978-0-300-07576-2.
- zusammen mit Ullrich Schmid: Die Wanderung der Schwebfliegen (Diptera, Syrphidae) am Randecker Maar. Festschrift 20 Jahre Station Randecker Maar. Hoverfly migration at Randecker Maar, SW-Germany (Spixiana/Supplement; Bd. 15). 1990. 100 Seiten.
- Insektenwanderungen. Neues zum Wanderverhalten der Insekten; Über die Voraussetzungen des westpalaearktischen Migrationssystems. Kilda-Verlag, Greven 1981, ISBN 978-3-921427-14-9.